# جيري فرنك
جيري فرنك (بالفرنسية: Jerry Franck)‏ هو منتج أفلام ومصور سينمائي لوكسمبورغي، ولد في 16 أبريل 1986 في لوكسمبورغ في لوكسمبورغ.

## وصلات خارجية
- جيري فرنك على موقع IMDb (الإنجليزية)